# Jean Couiteas de Faucamberge
Pour les articles homonymes, voir Faucamberge.
Jean Couiteas de Faucamberge, né le 24 septembre 1901 à La Marsa dans le protectorat français de la Tunisie et mort le 24 décembre 1963 dans le 14e arrondissement de Paris, est un joueur de tennis français. Ingénieur chimiste, il a exercé dans le civil comme directeur de centrale hydro-électrique.

## Biographie

### Famille
Jean Couiteas de Faucamberge est le fils de Basilio Couiteas (1860-1928) et d'Alice de Faucamberge (1872-1965). 
Basilio Couiteas est natif de Sparte en Grèce. Il s'installe en Tunisie en 1879 où il travaille avec son beau-frère dans le commerce de céréales avant de faire fortune en tant que dirigeant d'une manufacture de tabac, notamment en raison du monopole du contrôle des taxes dans le sud de la Tunisie. Il est aussi vice-consul de Grèce à Sfax. Il épouse en 1897 la fille du colonel commandant la garnison de Kairouan. Basilio Couiteas est à l'origine de « l'affaire Couiteas » qui a donné lieu à un « grand arrêt » du Conseil d'État, en l'occurrence l'arrêt « Couiteas » prononcé en novembre 1923.

### Activités dans l’industrie, la finance et les relations internationales
Il se marie le 17 janvier 1929 à Paris avec Monique Boissière, fille d'un industriel et grand propriétaire immobilier. Né Jean-Raymond Couiteas, il demande le 9 septembre 1950 (annonce au Journal officiel) à joindre à son nom celui de de Faucamberge
Ingénieur chimiste, Jean Couiteas est directeur d'une société hydroélectrique appelé « La Valentinoise » et aussi de plusieurs sociétés d'exploitation de réseaux électriques dans le sud de la France et les Pyrénées, et il est également pilote civil, possédant un avion Farman F.192 basé au Bourget. Il est nommé chevalier de la Légion d'honneur au titre de l'aviation en 1937.
En 1956, il aurait fait la liaison entre Shimon Peres et la France pour l'achat d'armes par Israël. Collectionneur, il est proche de la famille de la fonderie Hébrard

### Carrière sportive
Jean Couiteas de Faucamberge est sélectionné en équipe de France de Coupe Davis en 1922 et 1924. Il remporte deux victoires en simple contre l'équipe d'Irlande, aux côtés de René Lacoste et Jacques Brugnon. Il connaît en revanche une défaite en simple contre l'équipe du Danemark, où Henri Cochet et Jean Borotra sont ses coéquipiers.
En 1921, il participe aux Championnats du monde sur terre battue à Saint-Cloud, perdant au second tour face à A. Wallis Myers. Cette même année, il atteint la demi-finale de la Coupe Albert Canet perdue contre André Gobert (7-5, 6-1) après avoir éliminé René Lacoste (3-6, 6-2, 9-7) au premier tour et Paul Féret (6-1, 6-3) en quart de finale.
Il est finaliste en double messieurs du Championnat de France de tennis 1922 avec André Gobert, finale perdue contre la paire Jacques Brugnon - Marcel Dupont. Il remporte les Championnats internationaux de Suisse à Saint Moritz en battant en finale Léonce Aslangul et y gagne également le double mixte associé à Germaine Golding. La même année, il accède à la finale de la coupe Albert Canet qu'il perd face à Dupont  après des victoires sur Antoine Gentien, Léonce Aslangul et Pierre Albarran.
En 1923, il atteint les quarts de finale des Championnats du monde sur court couvert à Barcelone et perd face à Nicolae Misu (2-6, 6-2, 6-1, 6-0). Lors des mêmes championnats, il remporte le titre en double avec Henri Cochet contre la paire danoise Erik Tegner-Leif Rovsing (6-1, 6-2, 7-5).
Il participe au Championnat de France en 1924, où il est battu au 2e tour par René Lacoste (6-2, 6-2, 6-2). Dans le tournoi de repêchage pour la qualification au tournoi de Wimbledon, il est battu de justesse par Henri Cochet alors qu'il menait deux sets à rien (2-6, 9-11, 6-3, 6-4, 10-8). Il y atteint cependant la finale du double mixte associé à Germaine Golding perdue face à la paire Marguerite Billout - Jean Borotra (6-2, 8-6). Cette même année, il bat le joueur canadien Henry Mayes en finale du tournoi de St Moritz, joueur qui excelle sur terre battue et qui deviendra futur triple vainqueur du Tournoi du Queen's.
En 1925, il perd en finale à Evian-les-Bains contre Henri Cochet (6-1, 6-2, 13-11) et atteint de nouveau la finale de la Coupe Albert Canet où il perd de peu en cinq sets contre Jean Borotra (2-6, 6-3, 10-8, 4-6, 6-0). En 1926, il remporte cette fois le titre en simple à Evian-les-Bains contre Roger George (6-2, 6-0, 6-2) ainsi que le double mixte avec Mlle Cochet, sœur de Henri Cochet. Cette même année, il remporte les Championnats Internationaux de France de tennis en salle contre Jean Rebois. Il y remporte également le titre en double mixte avec Jeanne Vaussard contre la paire Christian Boussus - Simone Amaury.
Il participe aux Internationaux de France en 1930 mais déclare forfait au troisième tour face à Henri Cochet.

### Titres en simple
- 1921: La Bourboule contre J.M Barbas (8-6, 6-4, 6-2)
- 1922: St. Moritz Suvretta contre Sune Malmström (6-2, 6-2, 6-4)
- 1922: East Switzerland Championships contre William Läsch (6-1, 6-2, 6-3)
- 1922: French Switzerland Championships contre Augustos Zerlendis (6-2, 3-6, 8-6, 6-4)
- 1922: Swiss International Championships  contre Léonce Aslangul (6-4, 7-5, 6-4)
- 1924: Saint-Moritz Suvrztta  contre Henry Mayes (6-3, 7-5, 1-6, 2-6, 6-2)
- 1925: Rouen contre A. Persin (6-3, ab.)
- 1926: Internationaux de France de tennis en salle (French  Covered Court Championsships) contre Jean Rebois (6-3, 6-0, 6-4)
- 1926: Evian-les-Bains contre Roger George (6-2, 6-0, 6-2)

### Finales en simple
- 1922: La Varenne contre Max Decugis (6-4, 4-6, 6-3)
- 1922: Coupe Albert Canet contre Marcel Dupont (6-4, 6-4, 6-4)
- 1922: Geneva International Championships contre Léonce Aslangul (6-4, 6-3, 6-1)
- 1925: Coupe Albert Canet contre Jean Borotra (2-6, 6-3, 10-8, 4-6, 6-0)
- 1925: Evian-les-Bains contre Henri Cochet (6-1, 6-2, 13-11)
- 1925: Lyon Covered Court Championsships contre Henri Cochet (6-4, 6-4, 6-4)
- 1928: Mazamet contre Louis Géraud (6-0, 6-2, 6-3)

### Titres en double
- 1923: Championnats du monde sur court couvert à Barcelone avec Henri Cochet contre Erik Tegner-Leif Rovsing (6-1, 6-2, 7-5)